# 泰哥寡蛭
泰哥寡蛭（学名：Oligobdella tagoi）为舌蛭科寡蛭属的动物。分布于俄罗斯、日本以及中国大陆的云南、湖北等地，多栖息于猫眼蟾的体表。该物种的模式产地在日本。